# Rom Masters

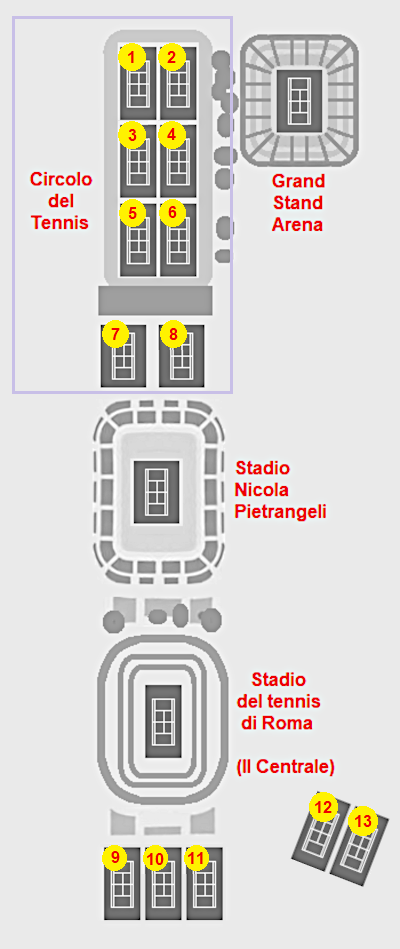
Tennisgelände der Rom Masters

Das Rom Masters (offiziell: Internazionali BNL d’Italia; bis 2001: Italian Open) ist im Turnierkalender der Herren alljährlich das fünfte Tennisturnier der 1990 gegründeten Masters-1000-Series. Seit der Saison 2011 ist es das letzte der drei Masters-Turniere, die auf Sand ausgetragen werden. Seit 2011 findet es zeitgleich mit dem Turnier der Damen statt. BNL steht für den Sponsor Banca Nazionale del Lavoro, einer italienischen Bank, heute ein Tochterunternehmen der BNP Paribas.

## Geschichte
Das Turnier wurde erstmals 1930 unter Mithilfe von Alberto Bonacossa ausgetragen und gehört zu den ältesten, heute noch durchgeführten Tennisturnieren. In den ersten Jahren fand es in Mailand statt, bis es für das Turnier 1935 nach Rom ins Foro Italico umzog. Zwischen 1936 und 1949 fanden keine Turniere statt, 1950 wurde es fortgeführt. 1961 wurde es einmal in Turin ausgespielt. Ab 1969 sind die Italian Open Teil der Open Era, waren aber zunächst kein Bestandteil einer Tour. 1970 sollte das Turnier erstmals Bestandteil des Grand Prix Tennis Circuit sein. Nachdem bekannt wurde, dass die Veranstalter die konkurrierende World-Championship-Tennis-Tour bezahlt hat, damit auch deren Spieler am Turnier teilnehmen dürfen, wurde das Turnier von der Tour gestrichen. 1971 gehörte das Turnier dann zur WCT-Tour, bevor sich dann letztendlich ab 1972 zum festen Bestandteil des Grand Prixs und dort Teil der zweithöchsten Kategorie wurde. Mit Gründung der ATP Tour wurde das Rom Masters 1990 Teil der neu gegründeten Masters-Kategorie.
Wegen der neuen Vision der ATP, wonach alle Masters-Turniere vergrößert werden sollen, wurde das Feld des Rom Masters 2023 erweitert. Statt wie bisher 56 gab es 96 Starter im Einzel. Damit erhielten alle 32 gesetzten Spieler zum Auftakt ein Freilos.

## Plätze
Das Turnier findet im Tenniszentrum Foro Italico statt, einem weitläufigen Gelände mit insgesamt 14 Sandplätzen, von denen neun für das Italian-Open-Turnier und der Rest für Trainingszwecke genutzt werden. Derzeit gibt es drei Stadionplätze: Der Hauptplatz, Stadio Centrale, wurde für das Turnier 2010 umgebaut und bietet Platz für 10.400 Zuschauer. Die anderen Spielstätten sind das Stadio Pietrangeli (ehemals Pallacorda, 3.500 Sitzplätze) und die Grand Stand Arena.

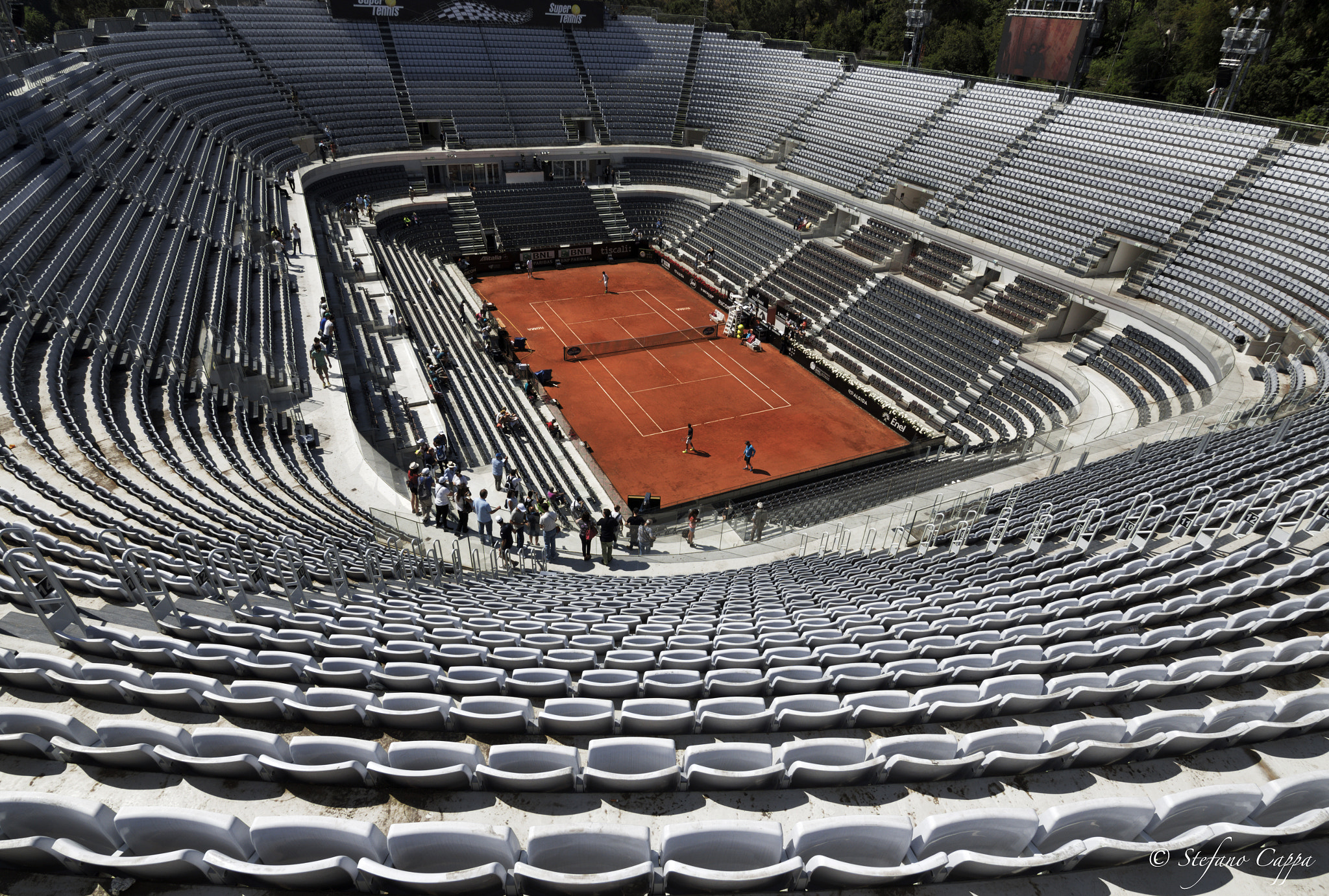
Stadio del tennis di Roma im Foro Italico
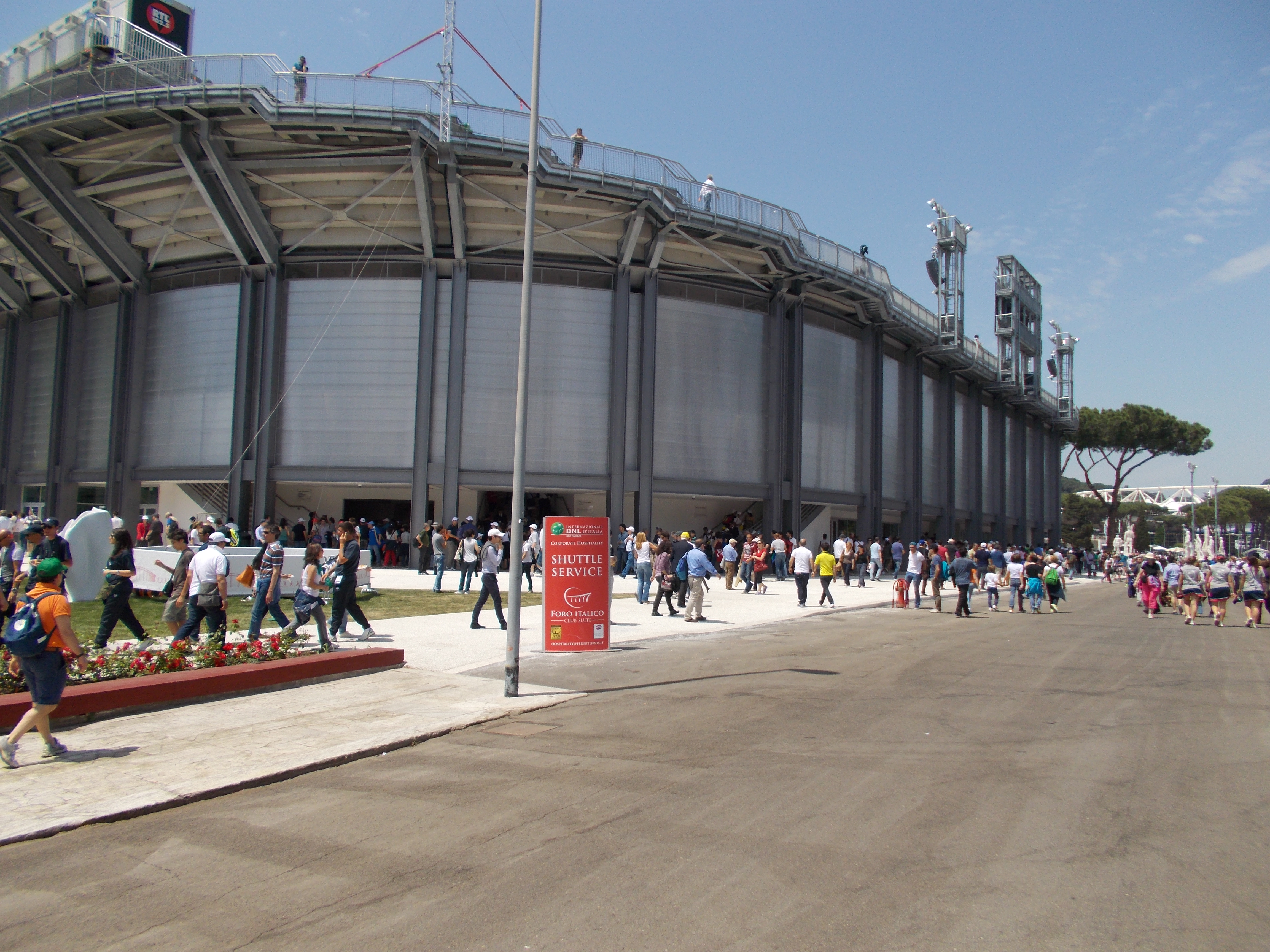
Foro Italico
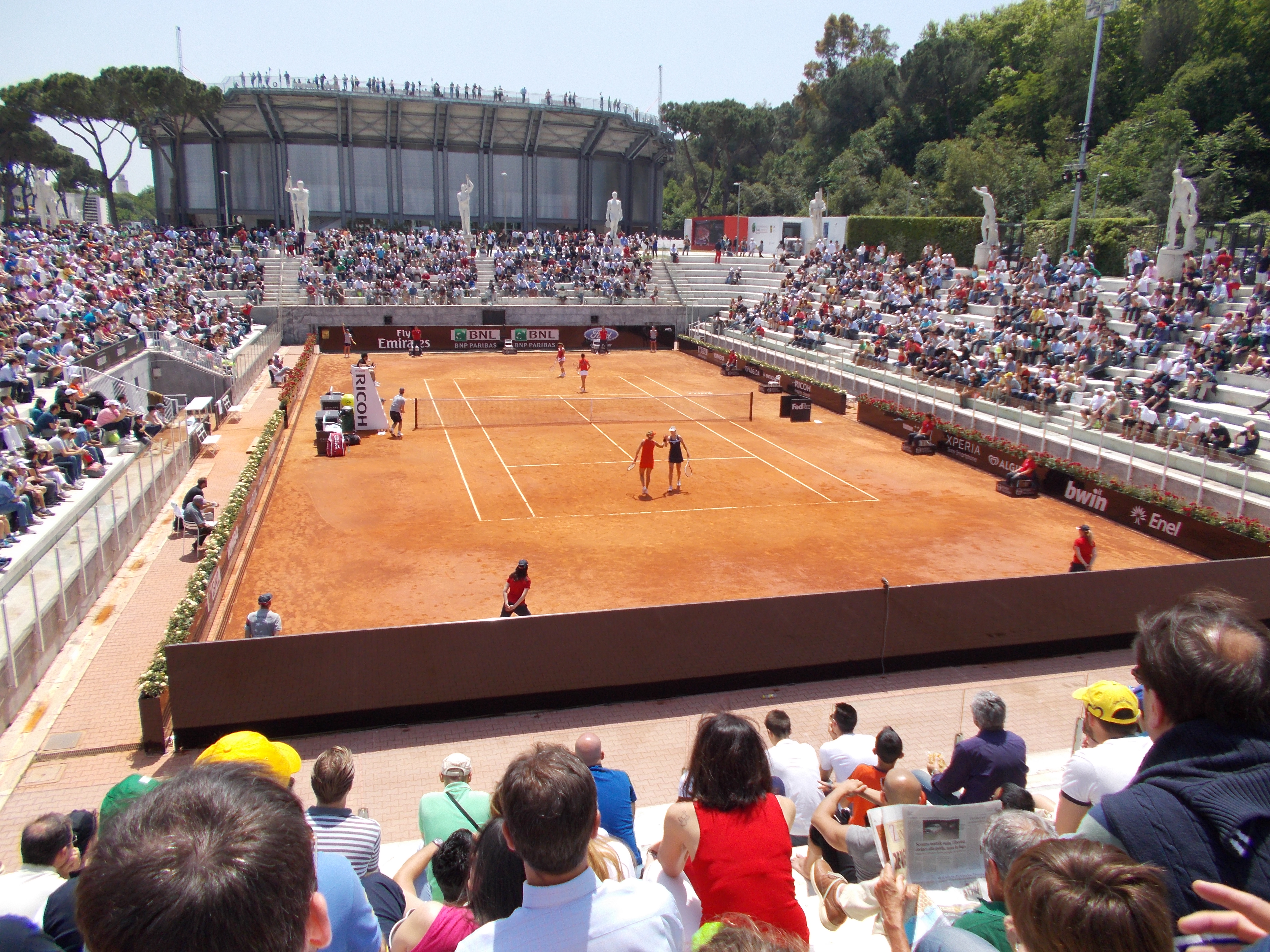
Campo Pietrangeli

Die altehrwürdige Anlage in Rom soll nach der Auflage 2026, für 60 Millionen Euro renoviert werden, der Center Court soll um 2000 Plätze erweitert werden und ein fahrbares Dach erhalten.

## Siegerliste
Rekordsieger der Veranstaltung ist mit zehn Titeln der Spanier Rafael Nadal. Im Doppel ist der Australier Neale Fraser Rekordsieger; er siegte in den späten 1950er- und 1960er-Jahren sechsmal. In der Open Era haben das amerikanisch-mexikanische Duo Brian Gottfried und Raúl Ramírez sowie Bob und Mike Bryan und Daniel Nestor mit jeweils vier Titeln im Doppel am häufigsten gewonnen.

### Einzel

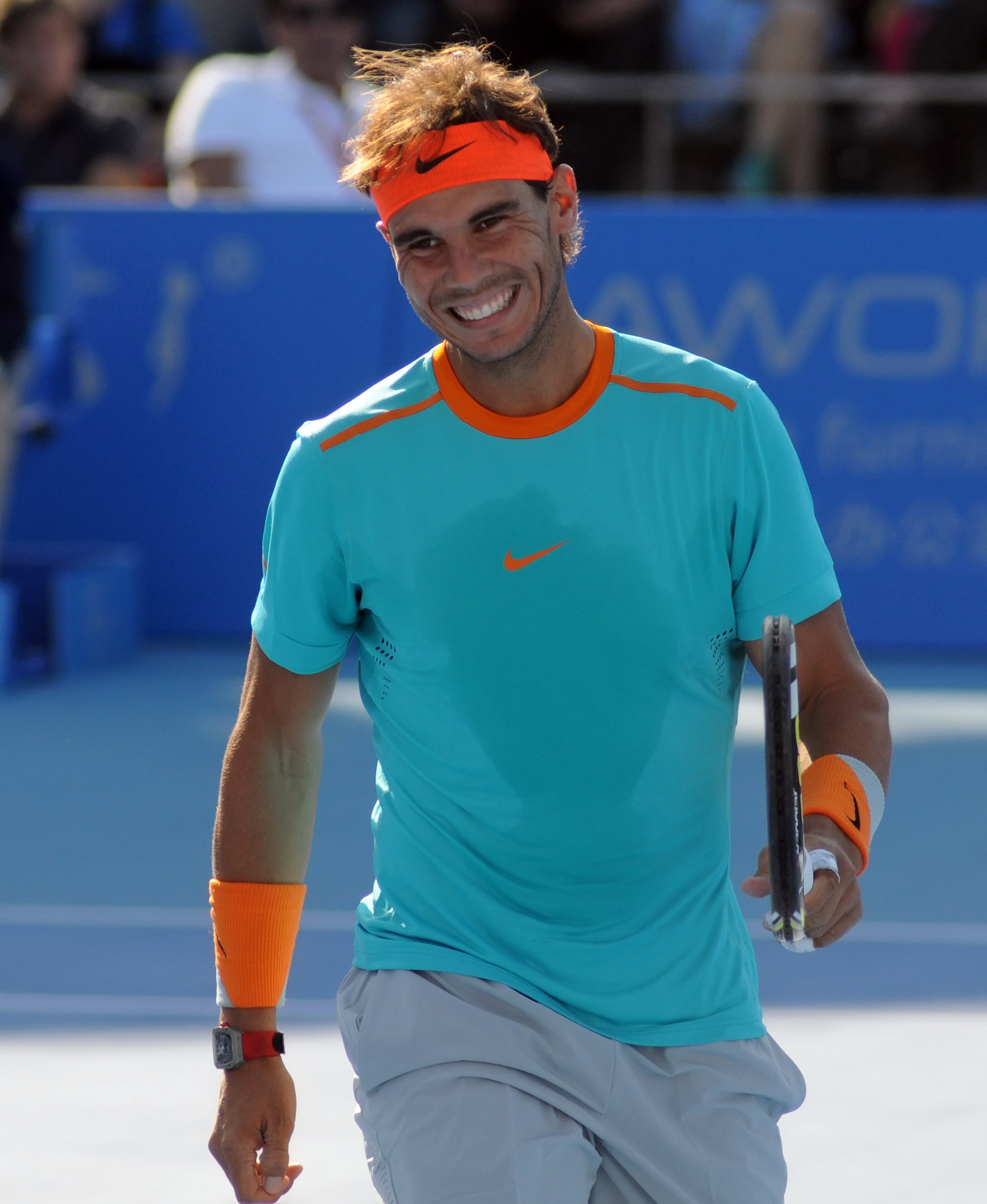
Rafael Nadal, zehnfacher Sieger der Rom Masters zwischen 2005 und 2021

| Jahr                         | Sieger                 | Finalisten             | Ergebnis                   |
| ---------------------------- | ---------------------- | ---------------------- | -------------------------- |
| 2025                         | Carlos Alcaraz         | Jannik Sinner          | 7:65, 6:1                  |
| 2024                         | Alexander Zverev (2)   | Nicolás Jarry          | 6:4, 7:5                   |
| 2023                         | Daniil Medwedew        | Holger Rune            | 7:5, 7:5                   |
| 2022                         | Novak Đoković (6)      | Stefanos Tsitsipas     | 6:0, 7:65                  |
| 2021                         | Rafael Nadal (10)      | Novak Đoković          | 7:5, 1:6, 6:3              |
| 2020                         | Novak Đoković (5)      | Diego Schwartzman      | 7:5, 6:3                   |
| 2019                         | Rafael Nadal (9)       | Novak Đoković          | 6:0, 4:6, 6:1              |
| 2018                         | Rafael Nadal (8)       | Alexander Zverev       | 6:1, 1:6, 6:3              |
| 2017                         | Alexander Zverev (1)   | Novak Đoković          | 6:4, 6:3                   |
| 2016                         | Andy Murray            | Novak Đoković          | 6:3, 6:3                   |
| 2015                         | Novak Đoković (4)      | Roger Federer          | 6:4, 6:3                   |
| 2014                         | Novak Đoković (3)      | Rafael Nadal           | 4:6, 6:3, 6:3              |
| 2013                         | Rafael Nadal (7)       | Roger Federer          | 6:1, 6:3                   |
| 2012                         | Rafael Nadal (6)       | Novak Đoković          | 7:5, 6:3                   |
| 2011                         | Novak Đoković (2)      | Rafael Nadal           | 6:4, 6:4                   |
| 2010                         | Rafael Nadal (5)       | David Ferrer           | 7:5, 6:2                   |
| 2009                         | Rafael Nadal (4)       | Novak Đoković          | 7:62, 6:2                  |
| 2008                         | Novak Đoković (1)      | Stan Wawrinka          | 4:6, 6:3, 6:3              |
| 2007                         | Rafael Nadal (3)       | Fernando González      | 6:2, 6:2                   |
| 2006                         | Rafael Nadal (2)       | Roger Federer          | 6:70, 7:65, 6:4, 2:6, 7:65 |
| 2005                         | Rafael Nadal (1)       | Guillermo Coria        | 6:4, 3:6, 6:3, 4:6, 7:66   |
| 2004                         | Carlos Moyá            | David Nalbandian       | 6:3, 6:3, 6:1              |
| 2003                         | Félix Mantilla         | Roger Federer          | 7:5, 6:2, 7:68             |
| 2002                         | Andre Agassi           | Tommy Haas             | 6:3, 6:3, 6:0              |
| 2001                         | Juan Carlos Ferrero    | Gustavo Kuerten        | 3:6, 6:1, 2:6, 6:4, 6:2    |
| 2000                         | Magnus Norman          | Gustavo Kuerten        | 6:3, 4:6, 6:4, 6:4         |
| 1999                         | Gustavo Kuerten        | Patrick Rafter         | 6:4, 7:5, 7:66             |
| 1998                         | Marcelo Ríos           | Albert Costa           | kampflos                   |
| 1997                         | Àlex Corretja          | Marcelo Ríos           | 7:5, 7:5, 6:3              |
| 1996                         | Thomas Muster (3)      | Richard Krajicek       | 6:2, 6:4, 3:6, 6:3         |
| 1995                         | Thomas Muster (2)      | Sergi Bruguera         | 3:6, 7:65, 6:2, 6:3        |
| 1994                         | Pete Sampras           | Boris Becker           | 6:1, 6:2, 6:2              |
| 1993                         | Jim Courier (2)        | Goran Ivanišević       | 6:1, 6:2, 6:2              |
| 1992                         | Jim Courier (1)        | Carlos Costa           | 7:63, 6:0, 6:4             |
| 1991                         | Emilio Sánchez         | Alberto Mancini        | 6:3, 6:1, 3:0 aufgg.       |
| 1990                         | Thomas Muster (1)      | Andrei Tschesnokow     | 6:1, 6:3, 6:1              |
| 1989                         | Alberto Mancini        | Andre Agassi           | 6:3, 4:6, 2:6, 7:6, 6:1    |
| 1988                         | Ivan Lendl (2)         | Guillermo Pérez Roldán | 2:6, 6:4, 6:2, 4:6, 6:4    |
| 1987                         | Mats Wilander          | Martín Jaite           | 6:3, 6:4, 6:4              |
| 1986                         | Ivan Lendl (1)         | Emilio Sánchez         | 7:5, 4:6, 6:1, 6:1         |
| 1985                         | Yannick Noah           | Miloslav Mečíř         | 6:3, 3:6, 6:2, 7:6         |
| 1984                         | Andrés Gómez (2)       | Aaron Krickstein       | 2:6, 6:1, 6:2, 6:2         |
| 1983                         | Jimmy Arias            | José Higueras          | 6:2, 6:7, 6:1, 6:4         |
| 1982                         | Andrés Gómez (1)       | Eliot Teltscher        | 6:2, 6:3, 6:2              |
| 1981                         | José Luis Clerc        | Víctor Pecci           | 6:3, 6:4, 6:0              |
| 1980                         | Guillermo Vilas        | Yannick Noah           | 6:0, 6:4, 6:4              |
| 1979                         | Vitas Gerulaitis (2)   | Guillermo Vilas        | 6:7, 7:6, 6:7, 6:4, 6:2    |
| 1978                         | Björn Borg (2)         | Adriano Panatta        | 1:6, 6:3, 6:1, 4:6, 6:3    |
| 1977                         | Vitas Gerulaitis (1)   | Antonio Zugarelli      | 6:2, 7:6, 3:6, 7:6         |
| 1976                         | Adriano Panatta        | Guillermo Vilas        | 2:6, 7:6, 6:2, 7:6         |
| 1975                         | Raúl Ramírez           | Manuel Orantes         | 7:6, 7:5, 7:5              |
| 1974                         | Björn Borg (1)         | Ilie Năstase           | 6:3, 6:4, 6:2              |
| 1973                         | Ilie Năstase (2)       | Manuel Orantes         | 6:1, 6:1, 6:1              |
| 1972                         | Manuel Orantes         | Jan Kodeš              | 4:6, 6:1, 7:5, 6:2         |
| 1971                         | Rod Laver (2)          | Jan Kodeš              | 7:5, 6:3, 6:3              |
| 1970                         | Ilie Năstase (1)       | Jan Kodeš              | 6:3, 1:6, 6:3, 8:6         |
| 1969                         | John Newcombe          | Tony Roche             | 6:3, 4:6, 6:2, 5:7, 6:3    |
| 1968                         | Tom Okker              | Bob Hewitt             | 10:8, 6:8, 6:1, 1:6, 6:0   |
| 1967                         | Martin Mulligan (3)    | Tony Roche             | 6:3, 0:6, 6:4, 6:1         |
| 1966                         | Tony Roche             | Nicola Pietrangeli     | 11:9, 6:1, 6:3             |
| 1965                         | Martin Mulligan (2)    | Manuel Santana         | 1:6, 6:4, 6:3, 6:1         |
| 1964                         | Jan-Erik Lundqvist     | Fred Stolle            | 1:6, 7:5, 6:3, 6:1         |
| 1963                         | Martin Mulligan (1)    | Boro Jovanović         | 6:2, 4:6, 6:3, 8:6         |
| 1962                         | Rod Laver (1)          | Roy Emerson            | 6:2, 1:6, 3:6, 6:3, 6:1    |
| 1961                         | Nicola Pietrangeli (2) | Rod Laver              | 6:8, 6:1, 6:1, 6:2         |
| 1960                         | Barry MacKay           | Luis Ayala             | 7:5, 7:5, 0:6, 0:6, 6:1    |
| 1959                         | Luis Ayala             | Neale Fraser           | 6:3, 3:6, 6:3, 6:3         |
| 1958                         | Mervyn Rose            | Nicola Pietrangeli     | 5:7, 8:6, 6:4, 1:6, 6:2    |
| 1957                         | Nicola Pietrangeli (1) | Giuseppe Merlo         | 8:6, 6:2, 6:4              |
| 1956                         | Lew Hoad               | Sven Davidson          | 7:5, 6:2, 6:0              |
| 1955                         | Fausto Gardini         | Giuseppe Merlo         | 1:6, 6:1, 3:6, 6:6 aufgg.  |
| 1954                         | Budge Patty            | Enrique Morea          | 11:9, 6:4, 6:4             |
| 1953                         | Jaroslav Drobný (3)    | Lew Hoad               | 6:2, 6:1, 6:2              |
| 1952                         | Frank Sedgman          | Jaroslav Drobný        | 7:5, 6:3, 1:6, 6:4         |
| 1951                         | Jaroslav Drobný (2)    | Gianni Cucelli         | 6:1, 10:8, 6:0             |
| 1950                         | Jaroslav Drobný (1)    | Bill Talbert           | 6:4, 6:3, 7:9, 6:2         |
| 1936–1949: nicht ausgetragen |                        |                        |                            |
| 1935                         | Wilmer Hines           | Giovanni Palmieri      | 6:3, 10:8, 9:7             |
| 1934                         | Giovanni Palmieri      | Giorgio De Stefani     | 6:3, 6:0, 7:5              |
| 1933                         | Emanuele Sertorio      | André Martin-Legeay    | 6:3, 6:1, 6:3              |
| 1932                         | André Merlin           | Pat Hughes             | 6:1, 5:7, 6:0, 8:6         |
| 1931                         | Pat Hughes             | Henri Cochet           | 6:4, 6:3, 6:2              |
| 1930                         | Bill Tilden            | Umberto De Morpurgo    | 6:1, 6:1, 6:2              |

### Doppel
| Jahr                         | Sieger                                     | Finalisten                              | Ergebnis                       |
| ---------------------------- | ------------------------------------------ | --------------------------------------- | ------------------------------ |
| 2025                         | Marcelo Arévalo Mate Pavić (3)             | Sadio Doumbia Fabien Reboul             | 6:4, 6:76, [13:11]             |
| 2024                         | Marcel Granollers (3) Horacio Zeballos (2) | Marcelo Arévalo Mate Pavić              | 6:2, 6:2                       |
| 2023                         | Hugo Nys Jan Zieliński                     | Robin Haase (2) Botic van de Zandschulp | 7:5, 6:1                       |
| 2022                         | Nikola Mektić (2) Mate Pavić (2)           | John Isner Diego Schwartzman            | 6:2, 6:76, [12:10]             |
| 2021                         | Nikola Mektić (1) Mate Pavić (1)           | Rajeev Ram Joe Salisbury                | 6:4, 7:64                      |
| 2020                         | Marcel Granollers (2) Horacio Zeballos (1) | Jérémy Chardy Fabrice Martin            | 6:4, 5:7, [10:8]               |
| 2019                         | Juan Sebastián Cabal (2) Robert Farah (2)  | Raven Klaasen Michael Venus             | 6:1, 6:3                       |
| 2018                         | Juan Sebastián Cabal (1) Robert Farah (1)  | Pablo Carreño Busta João Sousa          | 3:6, 6:4, [10:4]               |
| 2017                         | Pierre-Hugues Herbert Nicolas Mahut        | Ivan Dodig Marcel Granollers            | 4:6, 6:4, [10:3]               |
| 2016                         | Bob Bryan (4) Mike Bryan (4)               | Vasek Pospisil Jack Sock                | 2:6, 6:3, [10:7]               |
| 2015                         | Pablo Cuevas David Marrero                 | Marcel Granollers Marc López            | 6:4, 7:5                       |
| 2014                         | Daniel Nestor (4) Nenad Zimonjić (3)       | Robin Haase (1) Feliciano López         | 6:4, 7:62                      |
| 2013                         | Bob Bryan (3) Mike Bryan (3)               | Mahesh Bhupathi Rohan Bopanna           | 6:2, 6:3                       |
| 2012                         | Marcel Granollers (1) Marc López           | Łukasz Kubot Janko Tipsarević           | 6:3, 6:2                       |
| 2011                         | John Isner Sam Querrey                     | Mardy Fish Andy Roddick                 | kampflos                       |
| 2010                         | Bob Bryan (2) Mike Bryan (2)               | John Isner Sam Querrey                  | 6:2, 6:3                       |
| 2009                         | Daniel Nestor (3) Nenad Zimonjić (2)       | Bob Bryan Mike Bryan                    | 7:65, 6:3                      |
| 2008                         | Bob Bryan (1) Mike Bryan (1)               | Daniel Nestor Nenad Zimonjić            | 3:6, 6:4, [10:8]               |
| 2007                         | Fabrice Santoro (2) Nenad Zimonjić (1)     | Bob Bryan Mike Bryan                    | 6:4, 6:74, [10:7]              |
| 2006                         | Mark Knowles (2) Daniel Nestor (2)         | Jonathan Erlich Andy Ram                | 6:4, 5:7, [13:11]              |
| 2005                         | Michaël Llodra Fabrice Santoro (1)         | Bob Bryan Mike Bryan                    | 7:5, 6:4                       |
| 2004                         | Mahesh Bhupathi (2) Maks Mirny             | Wayne Arthurs Paul Hanley               | 2:6, 6:3, 6:4                  |
| 2003                         | Wayne Arthurs Paul Hanley                  | Michaël Llodra Fabrice Santoro          | 6:1, 6:3                       |
| 2002                         | Martin Damm (2) Cyril Suk (2)              | Wayne Black Kevin Ullyett               | 7:5, 7:5                       |
| 2001                         | Wayne Ferreira Jewgeni Kafelnikow (2)      | Daniel Nestor Sandon Stolle             | 6:4, 7:66                      |
| 2000                         | Martin Damm (1) Dominik Hrbatý             | Wayne Ferreira Jewgeni Kafelnikow       | 6:4, 4:6, 6:3                  |
| 1999                         | Ellis Ferreira Rick Leach                  | David Adams John-Laffnie de Jager       | 6:7, 6:1, 6:2                  |
| 1998                         | Mahesh Bhupathi (1) Leander Paes           | Ellis Ferreira Rick Leach               | 6:4, 4:6, 7:6                  |
| 1997                         | Mark Knowles (1) Daniel Nestor (1)         | Byron Black Alex O’Brien                | 6:3, 4:6, 7:5                  |
| 1996                         | Byron Black Grant Connell                  | Libor Pimek Byron Talbot                | 6:2, 6:3                       |
| 1995                         | Cyril Suk (1) Daniel Vacek                 | Jan Apell Jonas Björkman                | 6:3, 6:4                       |
| 1994                         | Jewgeni Kafelnikow (1) David Rikl          | Wayne Ferreira Javier Sánchez           | 6:1, 7:5                       |
| 1993                         | Jacco Eltingh Paul Haarhuis                | Wayne Ferreira Mark Kratzmann           | 6:4, 7:6                       |
| 1992                         | Jakob Hlasek Marc Rosset                   | Wayne Ferreira Mark Kratzmann           | 6:4, 3:6, 6:1                  |
| 1991                         | Omar Camporese Goran Ivanišević            | Luke Jensen Laurie Warder               | 6:2, 6:3                       |
| 1990                         | Sergio Casal Emilio Sánchez                | Jim Courier Martin Davis                | 7:6, 7:5                       |
| 1989                         | Jim Courier Pete Sampras                   | Danilo Marcelino Mauro Menezes          | 6:4, 6:3                       |
| 1988                         | Jorge Lozano Todd Witsken                  | Anders Järryd Tomáš Šmíd                | 6:3, 6:3                       |
| 1987                         | Guy Forget (2) Yannick Noah (2)            | Miloslav Mečíř Tomáš Šmíd               | 6:2, 6:7, 6:3                  |
| 1986                         | Guy Forget (1) Yannick Noah (1)            | Mark Edmondson Sherwood Stewart         | 7:6, 6:2                       |
| 1985                         | Anders Järryd Mats Wilander                | Ken Flach Robert Seguso                 | 4:6, 6:3, 6:2                  |
| 1984                         | Ken Flach Robert Seguso                    | John Alexander Mike Leach               | 3:6, 6:3, 6:4                  |
| 1983                         | Francisco González Víctor Pecci (2)        | Jan Gunnarsson Mike Leach               | 6:4, 6:2                       |
| 1982                         | Heinz Günthardt Balázs Taróczy             | Wojciech Fibak John Fitzgerald          | 6:4, 4:6, 6:3                  |
| 1981                         | Hans Gildemeister Andrés Gómez             | Bruce Manson Tomáš Šmíd                 | 7:5, 6:2                       |
| 1980                         | Mark Edmondson Kim Warwick                 | Balázs Taróczy Eliot Teltscher          | 7:6, 7:6                       |
| 1979                         | Peter Fleming Tomáš Šmíd                   | José Luis Clerc Ilie Năstase            | 4:6, 6:1, 7:5                  |
| 1978                         | Víctor Pecci (1) Belus Prajoux             | Jan Kodeš Tomáš Šmíd                    | 6:7, 7:6, 6:1                  |
| 1977                         | Brian Gottfried (4) Raúl Ramírez (4)       | Fred McNair Sherwood Stewart            | 6:7, 7:6, 7:5                  |
| 1976                         | Brian Gottfried (3) Raúl Ramírez (3)       | Geoff Masters John Newcombe             | 7:6, 5:7, 6:3, 3:6, 6:3        |
| 1975                         | Brian Gottfried (2) Raúl Ramírez (2)       | Jimmy Connors Ilie Năstase              | 6:4, 7:6, 2:6, 6:1             |
| 1974                         | Brian Gottfried (1) Raúl Ramírez (1)       | Juan Gisbert Ilie Năstase               | 6:3, 6:2, 6:3                  |
| 1973                         | John Newcombe (4) Tom Okker (2)            | Ross Case Geoff Masters                 | 6:2, 6:3, 6:4                  |
| 1972                         | Ilie Năstase (2) Ion Țiriac (2)            | Lew Hoad Frew McMillan                  | 3:6, 3:6, 6:4, 6:3, 5:3 aufgg. |
| 1971                         | John Newcombe (3) Tony Roche (3)           | Andrés Gimeno Roger Taylor              | 6:4, 6:4                       |
| 1970                         | Ilie Năstase (1) Ion Țiriac (1)            | Bill Bowrey Owen Davidson               | 0:6, 10:8, 6:3, 6:8, 6:1       |
| 1969                         | John Newcombe (2) Tony Roche (2)           | Tom Okker Marty Riessen                 | 6:4, 1:6, aufgg.               |
| 1968                         | Tom Okker (1) Marty Riessen                | Allan Stone Nicky Kalogeropoulos        | 6:3, 6:4, 6:2                  |
| 1967                         | Bob Hewitt (3) Frew McMillan               | Bill Bowrey Owen Davidson               | 6:3, 2:6, 6:3, 9:7             |
| 1966                         | Roy Emerson (4) Fred Stolle                | Nicola Pietrangeli Cliff Drysdale       | 6:4, 12:10, 6:3                |
| 1965                         | Tony Roche (1) John Newcombe (1)           | Ronald Barnes Thomaz Koch               | 1:6, 6:4, 2:6, 12:10, aufgg.   |
| 1964                         | Bob Hewitt (2) Neale Fraser (6)            | Tony Roche John Newcombe                | 7:5, 6:3, 3:6, 7:5             |
| 1963                         | Bob Hewitt (1) Neale Fraser (5)            | Nicola Pietrangeli Orlando Sirola       | 6:3, 6:3, 6:1                  |
| 1962                         | Roy Emerson (3) Neale Fraser (4)           | Ken Fletcher John Newcombe              | 6:2, 6:4, 11:9                 |
| 1961                         | Roy Emerson (2) Neale Fraser (3)           | Nicola Pietrangeli Orlando Sirola       | 6:2, 6:4, 11:9                 |
| 1960                         | Nicola Pietrangeli Orlando Sirola          | Roy Emerson Neale Fraser                | 3:6, 7:5, 2:6, 11:11 aufgg.    |
| 1959                         | Roy Emerson (1) Neale Fraser (2)           | Nicola Pietrangeli Orlando Sirola       | 8:6, 6:4, 6:4                  |
| 1958                         | Antal Jancsó Kurt Nielsen                  | Luis Ayala Don Candy                    | 8:10, 6:3, 6:2, 1:6, 9:7       |
| 1957                         | Neale Fraser (1) Lew Hoad (3)              | Nicola Pietrangeli Orlando Sirola       | 6:1, 6:8, 6:0, 6:2             |
| 1956                         | Jaroslav Drobný (4) Lew Hoad (2)           | Nicola Pietrangeli Orlando Sirola       | 11:9, 6:2, 6:3                 |
| 1955                         | Arthur Larsen Enrique Morea (2)            | Nicola Pietrangeli Orlando Sirola       | 6:1, 6:4, 4:6, 7:5             |
| 1954                         | Jaroslav Drobný (3) Enrique Morea (1)      | Tony Trabert Vic Seixas                 | 6:4, 0:6, 3:6, 6:3, 6:4        |
| 1953                         | Lew Hoad (1) Ken Rosewall                  | Jaroslav Drobný Budge Patty             | 6:2, 6:4, 6:2                  |
| 1952                         | Jaroslav Drobný (2) Frank Sedgman (2)      | Giovanni Cucelli Marcello Del Bello     | 3:6, 7:5, 3:6, 6:3, 6:2        |
| 1951                         | Jaroslav Drobný (1) Frank Sedgman (1)      | Giovanni Cucelli Marcello Del Bello     | 6:2, 7:9, 6:1, 6:3             |
| 1950                         | Bill Talbert Tony Trabert                  | Budge Patty Bill Sidwell                | 6:3, 6:1, 4:6, aufgg.          |
| 1936–1949: nicht ausgetragen |                                            |                                         |                                |
| 1935                         | Jack Crawford Vivian McGrath               | Jean Borotra Jacques Brugnon            | 4:6, 4:6, 6:4, 6:2, 6:2        |
| 1934                         | Giovanni Palmieri George Lyttleton Rogers  | Pat Hughes Giorgio De Stefani           | 3:6, 6:4, 9:7, 0:6, 6:2        |
| 1933                         | Jean Lesueur André Martin-Legeay           | Giovanni Palmieri Emanuele Sertorio     | 6:2, 6:4, 6:2                  |
| 1932                         | Giorgio De Stefani Pat Hughes (2)          | Jacques Bonte André Merlin              | 6:2, 6:2, 6:4                  |
| 1931                         | Alberto Del Bono Pat Hughes (1)            | Henri Cochet André Merlin               | 3:6, 8:6, 4:6, 6:4, 6:3        |
| 1930                         | Wilbur Coen Bill Tilden                    | Umberto De Morpurgo Placido Gaslini     | 6:0, 6:3, 6:3                  |